# Обикновено кървавиче
Обикновеното кървавиче (Bistorta officinalis) е многогодишно тревисто растение от семейство Лападови с голо стъбло, с крилати приосновни листа с дълги дръжки и с цветове, събрани във връхни цилиндрични класовидни съцветия.
Коренищата на кървавичето се използват с лечебна цел и имат кръвоспиращо, затягащо и противовъзпалително действие.

## Разпространение
Среща се из влажни и мочурливи планински ливади, по каменисти била, около езера, блата и потоци между 700 и 2200 m надморска височина.
В България може да се намери в Западна и Средна Стара планина, в Знеполския и Витошкия район, Пирин, Рила, Западните Родопи.